# Simaba trichilioides
Simaba trichilioides är en bittervedsväxtart som beskrevs av A. St.-hil.. Simaba trichilioides ingår i släktet Simaba och familjen bittervedsväxter. Inga underarter finns listade i Catalogue of Life.